# دونده زمین
دونده زمین فیلمی به کارگردانی کمال تبریزی، نویسندگی زهرا اجلالی و تهیه‌کنندگی علیرضا شجاع نوری محصول سال ۱۳۸۹ است. این فیلم پس از شش سال توقیف در تاریخ ۱۵ اردیبهشت ۱۳۹۵ در سینماهای ایران اکران شد.

## خلاصه داستان
یک دونده و بازیگر ژاپنی به نام هازاما کامپه تصمیم می‌گیرد از ژاپن شروع کند دور دنیا را دویدن. وی به وسیله یک قایق بادبانی و از طریق دریا خود را به آمریکا می‌رساند و پس از دویدن در آمریکا به اروپا می‌رسد و از طریق ترکیه قصد ورود به ایران را دارد که در ترکیه می‌فهمد مبتلا به بیماری سرطان شده است. او بعد از یک ماه از بیمارستان ترخیص می‌شود و راهش را به سمت ایران ادامه می‌دهد. وقتی وارد ایران می‌شود اتفاقاتی می‌افتد که روی خودش و بیماری‌اش تأثیر می‌گذارد.

## بازیگران
- سحر دولتشاهی
- خسرو احمدی
- ناهید مسلمی
- حسین عابدینی
- نیکی نصیریان
- حنیف شهپرراد
- ندا جبرائیلی
- زهرا طاهری‌منش
- هازاما کامپه